# Hipotensja ortostatyczna
Hipotensja ortostatyczna, hipotonia ortostatyczna, niedociśnienie ortostatyczne – obniżenie ciśnienia tętniczego w trakcie 3-minutowego testu pionizacyjnego o przynajmniej 20 mm Hg ciśnienia skurczowego, 10 mm Hg ciśnienia rozkurczowego lub spadek ciśnienia skurczowego do poziomu <90 mmHg, niezależnie od występowania objawów chorobowych. Częstość występowania hipotensji ortostatycznej wzrasta z wiekiem i występuje u 5–30% osób starszych.
W warunkach prawidłowych ciśnienie tętnicze zarówno w pozycji leżącej i stojącej jest podobne. Regulacja ciśnienia zależy od objętości osocza, odruchu ze strony baroreceptorów i regulacji napięcia naczyń krwionośnych. Hipotensja ortostatyczna rozwija się w przypadku zbyt małej objętości osocza (hipowolemia). Hipotensja ortostatyczna u predysponowanych osób może rozwinąć się w wyniku nadmiernego nagromadzenia krwi w łożysku żylnym, szczególnie w łożysku trzewnym po posiłku. 
W prawidłowych warunkach baroreceptory położone w zatoce szyjnej i łuku aorty regulują wahania ciśnienia tętniczego. W następstwie zmiany pozycji ciała i związanemu z nim spadku ciśnienia tętniczego odruch z baroreceptorów zwiększa częstość akcji serca oraz ciśnienie poprzez zwiększenie napięcia ścian naczyń. W przypadku zaburzenia odruchu z baroreceptorów może rozwinąć się hipotensja ortostatyczna, nadciśnienie w pozycji leżącej i utrata dobowego wahania ciśnienia tętniczego.

## Przyczyny hipotensji ortostatycznej
Najczęstszą przyczyną hipotensji ortostatycznej jest przyjmowanie leków moczopędnych, leków rozszerzających naczynia oraz spożywanie alkoholu.
Przewlekła hipotensja ortostatyczna
- nadciśnienie tętnicze
- nadwrażliwość baroreceptorów
- dysfunkcja rozkurczowa
- ośrodkowa niewydolność autonomicznego układu nerwowego:
  - otępienie z ciałami Lewy’ego
  - uszkodzenie pnia mózgu
  - zanik wieloukładowy
  - mnogie udary mózgu
  - mielopatia
  - choroba Parkinsona
- obwodowa niewydolność autonomicznego układu nerwowego:
  - cukrzyca
  - alkoholizm
  - amyloidoza
  - dysfunkcja autonomiczna
  - niedokrwistość Addisona-Biermera
  - wiąd rdzenia

Ostra hipotensja ortostatyczna
- odwodnienie
- zawał serca
- sepsa
- bradykardia, tachykardia
- leki: diuretyki, alfa-blokery, beta-blokery, leki przeciwpsychotyczne, trójpierścieniowe leki przeciwdepresyjne, bromokryptyna, lewodopa, sildenafil

## Objawy
Nasilenie objawów hipotensji ortostatycznej jest różnorodne. Choroba może dawać niewielkie dolegliwości, ale również może prowadzić do częstych utrat przytomności. Objawy pojawiają się po pionizacji, po dłuższym spoczynku w pozycji leżącej lub po obfitym posiłku. Typowymi objawami hipotensji ortostatycznej są zawroty głowy i omdlenia. Do spektrum objawów należą również uczucie ciemności przed oczami, upadki, niepewne utrzymywanie się w pozycji stojącej i niemożność stania lub chodzenia, bóle z tylu głowy i szyi.

## Leczenie
Konieczne jest wykluczenie lub potwierdzenie podłoża neurologicznego choroby, cukrzycy, amyloidozy i niedoboru witaminy B12.
Ważna jest redukcja dawek lub odstawienie leków obniżających ciśnienie tętnicze. U chorych bez nadciśnienia tętniczego zaleca się picie dużej ilości wody (około 2,5 litra dziennie) oraz zwiększa się spożycie soli kuchennej. Midodryna jest alfa-mimetykiem i zwiększa ciśnienie tętnicze. Fludrokortyzon zwiększa objętość osocza i wrażliwość na alfa-mimetyki. Pirydostygmina jest inhibitorem cholinesterazy, podwyższa ciśnienie tętnicze w pozycji stojącej bez podwyższania go w pozycji leżącej, jednak efekty działania nie są zbyt duże.

## Klasyfikacja ICD10
| kod ICD10     | nazwa choroby                         |
| ------------- | ------------------------------------- |
| ICD-10: I95   | Niedociśnienie                        |
| ICD-10: I95.1 | Niedociśnienie tętnicze ortostatyczne |